# Tephrosia sylitroides
Tephrosia sylitroides är en ärtväxtart som beskrevs av Baker f.. Tephrosia sylitroides ingår i släktet Tephrosia och familjen ärtväxter. Inga underarter finns listade i Catalogue of Life.